# La mañana de un terrateniente
La mañana de un terrateniente (en ruso: Утро помещика) es un cuento del escritor ruso León Tolstói publicado en el N.º 12 de la revista Anales de la Patria en diciembre de 1856.De carácter autobiográfico,expresa sus puntos de vista sobre el tema fundamental de la época, la servidumbre, y las relaciones entre campesinos y terratenientes.
La idea ocupó a Tolstói durante al menos cinco años (1852-1857), y se vio demorada en parte debido a su preocupación por no ser capaz  de describir la vida campesina de manera fiel mientras vivía en el Cáucaso.La obra no llegó a materializarse por completo, ya que el pasaje publicado es solo una pequeña parte del conjunto concebido.

### Citas
1. ↑  Tsialovskii, 1935, p. 405.
2. ↑  Burnasheva, 1979, p. 418.
3. ↑  Tsialovskii, 1935, p. 397.
4. ↑  
Tsialovskii, 1935, p. 399; Burnasheva, 1979, p. 418.
5. ↑  Mendelssohn, 1935, p. 288.
6. ↑  
Tsialovskii, 1935, p. 397; Burnasheva, 1979, p. 418.

#### Libros
- Mendelssohn, N. M. (1935).  N. M. Mendelssohn; S. L. Tolstói, eds. Obras, 1852-1856 (Obras completas de León Tolstói en 90 volúmenes) (en ruso) 3. Moscú, Rusia: Biblioteca Estatal Rusa.

- Tsialovskii, M. A. (1935). «Comentarios. La mañana del terrateniente.».  En V. I. Sreznevsky; M. A. Tsialovskii, eds. Obras del período de Sebastopol. La mañana del terrateniente (Obras completas de León Tolstói en 90 volúmenes) (en ruso) 4. Moscú, Rusia: Biblioteca Estatal Rusa. pp. 397-407.

- Burnasheva, N. V. (1979). «Comentarios. León Tolstoi. La mañana del terrateniente». Obras completas de León Tolstói en 22 volúmenes. (en ruso) 2. Moscú, Rusia: Biblioteca Estatal Rusa.